# Drochlin (gmina)
Drochlin – dawna gmina wiejska istniejąca w XIX wieku w guberni kieleckiej. Siedzibą władz gminy był Drochlin.
Za Królestwa Polskiego gmina Drochlin należała do powiatu włoszczowskiego w guberni kieleckiej (utworzonej w 1867).
Brak informacji o dacie zniesienia gminy; gmina funkcjonuje jeszcze w 1877 roku, lecz w wykazie z 1893 roku jednostka już nie występuje, a Drochlin wchodzi w skład gminy Lelów.